# Stabilité monétaire
La stabilité monétaire (ou stabilité des prix) est le maintien relatif de la valeur d’une monnaie dans le temps par rapport à la valeur des biens et services présents dans un système économique. Il s’agit donc d’un état d’équilibre entre inflation et déflation.

## Concept
La stabilité monétaire est l'un des objectifs de la politique monétaire. Cette mission est généralement donnée à la banque centrale, qui s'assure de la stabilité en jouant sur les taux directeurs qui permettent d'influer sur la création monétaire. Dans le cas où ses canaux de transmission conventionnels sont bloqués, les banques centrales peuvent mettre en place des politiques monétaires non conventionnelles.
Cette stabilité a pendant longtemps été confondue ou assimilée à la stabilité financière, notamment sous l'effet de l'hypothèse de Schwartz, jusqu'à ce que la crise économique mondiale des années 2008 et suivantes mette en lumière les spécificités de la supervision financière,. Xavier Ragot se montre ainsi en faveur de la publication par les banques centrales d'un rapport de stabilité financière séparé d'un rapport de stabilité monétaire.
La stabilité monétaire est parfois l'objectif principal du mandat des banques centrales. Ainsi, les statuts du système européen de banques centrales précisent que « l’objectif principal du SEBC est de maintenir la stabilité des prix ». La lutte contre l'inflation ou la déflation supplante ainsi, de jure, des objectifs de lutte contre le chômage. Les tensions inflationnistes en Afrique ont conduit les deux banques centrales de la zone franc à affirmer la stabilité des prix comme objectif principal.

## Définition quantitative
La définition quantitative de ce qui correspond à une stabilité des prix dépend des zones monétaires. Au sein de la zone euro, le conseil des gouverneurs de la Banque centrale européenne a défini la stabilité des prix à un taux d'inflation maximal de 2 % dans une communication du 13 août 1998. 
La Banque du Japon dispose d'un objectif de stabilité des prix depuis le Bank of Japan Act de 1942, et une décision de 2006 a fixé la stabilité monétaire comme étant un taux d'inflation compris entre 0 % et 2 %.